# غايوس مايكيناس

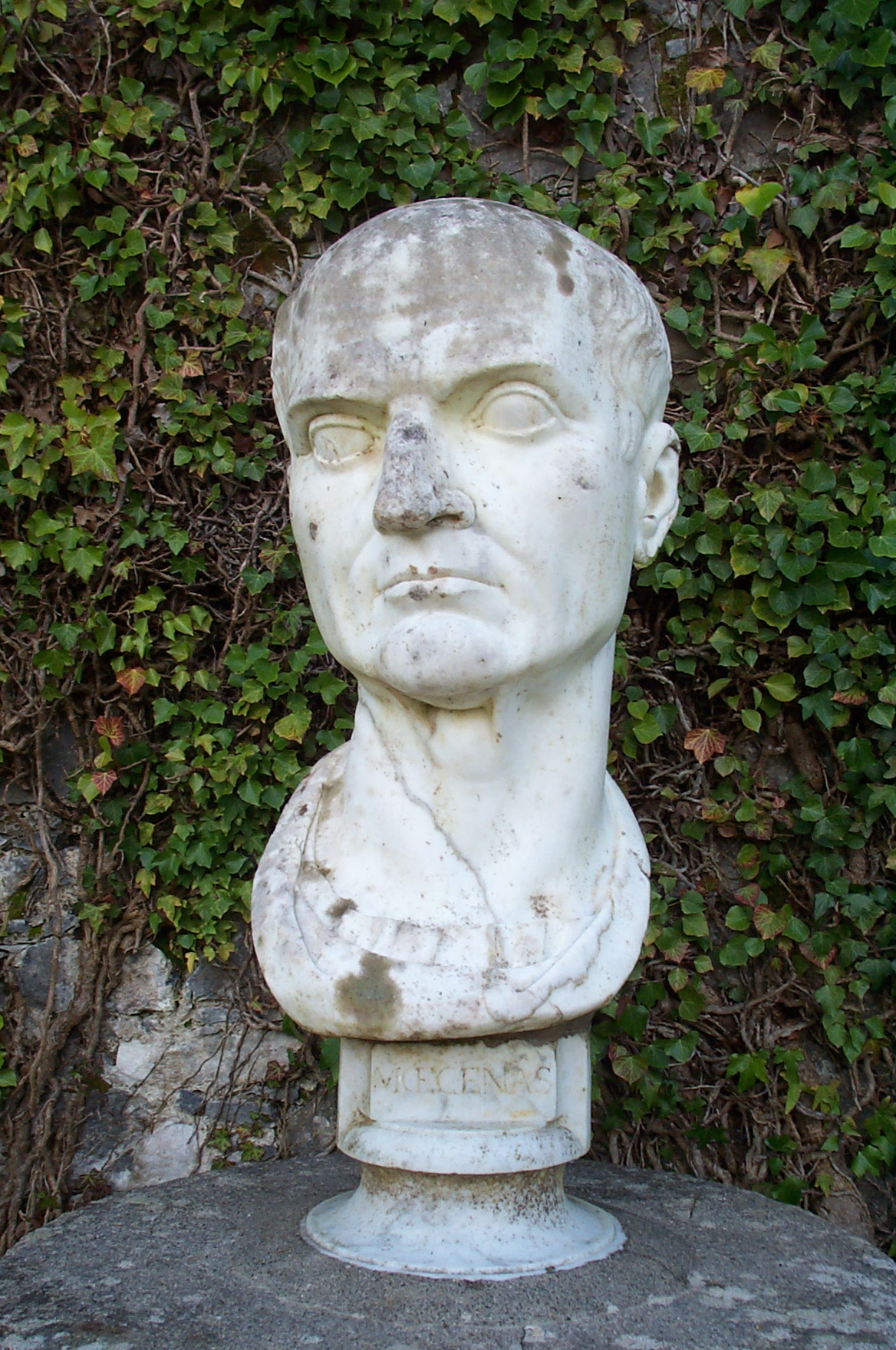
تمثال لرأس مايكيناس في غالواي في أيرلندا

غايوس كيلنيوس مايكيناس (باللاتينية: Gaius Cilnius Maecenas) هو شاعر وسياسي روماني من أصل إتروسكاني ولد في سنة 68 ق م في أريتيوم، كان أحد أكثر الأصدقاء والمستشارين المقربين للإمبراطور أغسطس قيصر، عاصر كل من فيرجيل و هوراس، وقد أصبح أحد أشكال الغنى و التنوير وفن في عصره، خدم مايكيناس كوزير للثقافة في عصر أغسطس، وعلى الرغم من امتلاكه لثروة كبيرة إلا أن ذلك لم يؤهله ليدخل إلى مجلس الشيوخ الروماني إلا أنه حافظ على رتبة إكوايتس، توفي مايكيناس في سنة 8 ق م.